# Dyson (cráter)

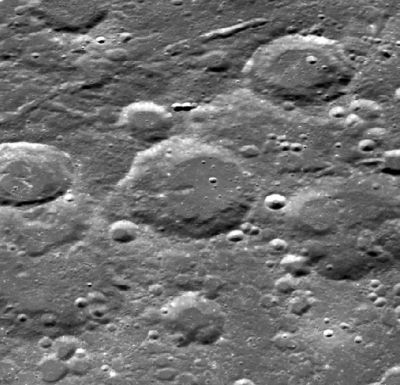
Fotografía de la misión Clementine (1994)

Dyson es un cráter de impacto que se encuentra en la cara oculta de la Luna, más allá de la extremidad noroeste. Se encuentra ubicado en la parte norte de la superficie, al noroeste del cráter Coulomb, y al este de van't Hoff.
El aspecto más inusual de este cráter es la asimetría de la pared interior. Al noreste el borde es bajo, con la pared interior bastante estrecha, casi inexistente. Esta porción del brocal recubre el interior de una depresión sin nombre en la superficie; muy probablemente un cráter dañado. En el arco que queda entre el este del borde hacia el norte en sentido de las agujas del reloj, la pared interior es mucho más amplia. Como resultado, el nivel del suelo interior se compensa hacia el noreste. El interior tiene un pico central situado cerca del punto medio del cráter, a continuación de una cresta lineal que continúa hasta que alcanza la pared interior occidental. La plataforma del cráter prácticamente carece de otros rasgos distintivos, a excepción de algunos pequeños cráteres.
El borde y la pared interior presentan un cierto desgaste, pero no han sido invadidos por impactos posteriores de importancia. El pequeño cráter Dyson X está unido al exterior del borde a lo largo de su lado norte-noroeste. Un cráter más pequeño aparece junto al borde sudoeste, con el gran cráter satélite Dyson Q (una formación muy erosionada) situado junto el borde noreste del brocal. Un grupo de pequeños cráteres está unido al borde de Dyson por el sureste.
Dyson se halla aproximadamente en el margen de la Cuenca Coulomb-Sarton, una depresión de unos 530 km de anchura del Período Pre-Nectárico.

## Cráteres satélite
Por convención estos elementos son identificados en los mapas lunares poniendo la letra en el lado del punto medio del cráter que está más cerca de Dyson.
|       | \| Dyson \| Coordenadas \| Diámetro \| \| ----- \| ------------------------------- \| -------- \| \| B \| 63°36′N 117°36′O / 63.6, -117.6 \| 45 km \| \| H \| 59°30′N 113°42′O / 59.5, -113.7 \| 21 km \| \| M \| 58°24′N 120°54′O / 58.4, -120.9 \| 34 km \| \| Q \| 59°48′N 125°42′O / 59.8, -125.7 \| 89 km \| \| X \| 62°36′N 122°30′O / 62.6, -122.5 \| 28 km \| |          |
| Dyson | Coordenadas | Diámetro |
| B     | 63°36′N 117°36′O / 63.6, -117.6 | 45 km    |
| H     | 59°30′N 113°42′O / 59.5, -113.7 | 21 km    |
| M     | 58°24′N 120°54′O / 58.4, -120.9 | 34 km    |
| Q     | 59°48′N 125°42′O / 59.8, -125.7 | 89 km    |
| X     | 62°36′N 122°30′O / 62.6, -122.5 | 28 km    |